# Погорелка (Назаровское сельское поселение)
Погоре́лка (иногда Погоре́лки) -  деревня Шашковского сельского округа в Назаровском сельском поселении Рыбинского района Ярославской области .
Деревня расположена на автомобильной дороге Рыбинск-Тутаев, следующей по левому берегу Волги, на правом берегу небольшой реки Талица, впадающей в Волгу (Горьковское водохранилище) примерно через 2 км. На противоположном, левом берегу Талицы расположена деревня Починок. На запад от Погорелки, в стороне от дороги на расстоянии около 1 км расположена небольшая деревня Мокеевское. От Погорелки просёлочная дорога ведёт по правому берегу Талицы на Болоново и Пирогово . 
Деревня Погорелка указана на плане Генерального межевания Романовского уезда 1790 года. После объединения уездов в 1822 году Погорелка относилась к Романово-Борисоглебскому уезду .
На 1 января 2007 года в деревне числилось 11 постоянных жителей . Почтовое отделение Ераково, которое находится на той же автомобильной дороге на расстоянии 2 км в сторону Рыбинска, обслуживает в деревне 26 домов. .